# Anna Rynefors
Anna Ingrid Helena Rynefors, född 17 december 1974 Trollhättans församling, Älvsborgs län, är en svensk spelman som spelar nyckelharpa och säckpipa. Tillsammans med sin man Erik Ask-Upmark ingår Rynefors i grupperna Falsobordone, Dråm och Svanevit. Rynefors blev 2005 Sveriges första kvinnliga riksspelman på säckpipa.